# François Bourgeon
François Bourgeon, född 5 juli 1945, är en fransk serieskapare. Han är upphovsman till bland annat Prinsessans och pagens äventyr, Resande med vinden, Skymningens färdkamrater och Berättelsen om Cyann.

## Biografi

### Tidiga år
François Bourgeon föddes i Paris 5 juli 1945. Han utbildade sig till en början till glasmålare, men problem med att hitta jobb och ett stort intresse för att rita fick honom att börja arbeta som illustratör i början av sjuttiotalet för tidningen Lisette-Nade. Det var i denna tidnings sjunde nummer 1972, som han debuterade som serieskapare, med den 14 sidor långa serien "'L'Ennemi Vient de la Mer". Manus skrevs av Cecile Romancère. Fler korta serier följde i tidningen.
1973 började han att medverka i Fripounet med kortare serier. I Djin publicerades 1977 medeltidsserien Prinsessans och pagens äventyr (franska:  Brunelle et Colin) efter manus av Robert Génin. Den gavs senare ut i två album, Le Vol noir och Yglinga på Glénat, därefter övertogs tecknandet av Didier Convard. Han medverkade också i Pif Gadget, med bearbetningar av klassiker av bland andra Jules Verne. 

### Resande med vinden
Det stora genombrottet som serieskapare kom 1979, då Bourgeons serie Resande med vinden (franska: Les Passagers du vent) började att publiceras som följetong i Circus. Året därpå albumpublicerades det första avsnittet, La Fille sur la dunette, av Glénat. Denna historiska äventyrsserie utspelar sig på och kring skeppen som var inblandade i 1700-talets atlantiska slavhandel, den så kallade triangelhandeln. Den mycket uppmärksammade serien inledde en historisk äventyrstrend bland 1980-talets franska vuxenserier. Efter fem album under första halvan av 1980-talet återkom Bourgeon till serien 25 år senare, när serien avslutades 2022 bestod den av nio album. De första fem albumen gavs ut på svenska av Carlsen/If, alla nio album har publicerats i tre samlingsvolymer från Cobolt.

### Senare serier
Däremellan sysslade Bourgeon bland annat med Skymningens färdkamrater (franska: Les Compagnons du Crépuscule; 1983–1990), en fantasyinfluerad serie med handlingen förlagd till europeisk medeltid. Skymningens färdkamrater gavs ut på svenska av Epix. Dessutom tecknade han science fiction-serien Berättelsen om Cyann (franska: Le Cycle de Cyann; 1993–2014), efter manus av Claude Lacroix.